# Eirik Sæterøy
Eirik Sæterøy (* 26. Juni 1997) ist ein norwegischer Freestyle-Skier. Er startet in den Disziplinen Slopestyle und Big Air.

## Werdegang
Sæterøy nimmt seit 2012 an Wettbewerben der AFP World Tour teil. Dabei holte er im Februar 2015 beim NOR Freeski Cup in Drammen im Slopestyle seinen ersten Sieg. Im selben Monat debütierte er in Park City im Freestyle-Skiing-Weltcup und belegte dabei den 48. Platz im Slopestyle. In der Saison 2015/16 siegte er beim Nor Freeski Cup im Slopestyle in Vassfjellet und errang bei den norwegischen Meisterschaften den zweiten Platz im Big Air. Zu Beginn der Saison 2016/17 erreichte er mit dritten Plätzen im Big Air in Mailand und in Mönchengladbach seine ersten Podestplatzierungen im Weltcup. Im Januar 2017 gewann er im Big Air beim Nor Freeski Cup in Dombås. Bei den X-Games Norway 2017 in Hafjell holte er die Silbermedaille im Big Air-Wettbewerb.